# United Nations Mission in Liberia
United Nations Mission in Liberia (UNMIL) etablerades i oktober 2003 för att övervaka eldupphöret i inbördeskriget i Liberia. UNMIL:s trupp utgjordes inledningsvis av 15 000 personer med olika uppdrag.
Enligt reportrar utan gränser använde liberiansk polis och UNMIL:s fredsbevakare våld mot flera journalister i samband med en studentdemonstration. En av journalisterna skadades allvarligt.